# Ivo Miro Jović
Pour les articles homonymes, voir Jović (homonymie).
Ivo Miro Jović, né le 15 juillet 1950 à Trebižat, Čapljina, est un homme politique bosnien, représentant croate à la présidence collégiale de la fédération de Bosnie-et-Herzégovine depuis le 28 juin 2005. Il est membre de l'Union démocratique croate de Bosnie-et-Herzégovine (Hrvatska demokratska zajednica Bosne i Hercegovine).

## Biographie
Ivo Miro Jović sort diplômé en histoire de l'université de Sarajevo. Il devient ensuite professeur d'histoire à Ilijaš et Kiseljak.
La carrière politique de Jović débute en 1997, quand il est choisi comme candidat de la Hrvatska demokratska zajednica Bosne i Hercegovine (HDZ-BiH) comme représentant du canton de Bosnie centrale. Jović est élu. En 1999, il obtient le poste de vice-ministre de la Culture du gouvernement fédéral de Bosnie-Herzégovine. Il garde le poste jusqu'en 2001.
Ivo Miro Jović est élu à la Chambre des représentants du Parlement de Bosnie-Herzégovine pour la HDZ-BiH lors des élections générales de 2002.
Le 9 mai 2005, il est élu représentant de la population croate de Bosnie-Herzégovine à la présidence collégiale tripartite de Bosnie-et-Herzégovine à la suite du limogeage de Dragan Čović par le haut représentant de l'ONU en Bosnie-Herzégovine.
Du 28 juin 2005 au 28 février 2006, il a été président du collège présidentiel de Bosnie-Herzégovine. 
Il parle couramment allemand, est marié et père de trois enfants.